# Medaglia ai benemeriti della cultura italiana all'estero
La medaglia ai benemeriti della lingua e della cultura italiana all'estero ed il relativo diploma sono stati istituiti dal Governo italiano con regio decreto n. 693 del 1920.
Il riconoscimento consisteva in un diploma di benemerenza di primo, secondo o terzo grado e della relativa medaglia d'oro, argento o bronzo, ed era conferito dal Re su proposta del Ministro Segretario di Stato per gli affari esteri.

## Criteri di eleggibilità
La benemerenza, analogamente a quella in essere all'interno del territorio italiano, prevedeva due categorie di premiati.
Benemeriti della cultura italiana all'estero
(art. 1)
Il Regio console, sentita ove esistente la Deputazione scolastica, segnalava al ministero, in numero limitato ogni anno, gli insegnanti ritenuti meritevoli, che dovevano avere, secondo la classe del riconoscimento, uno stato di lodevole servizio di almeno 25, 20 o 15 anni prestato almeno per 4/5 all'estero; durante tale servizio dovevano aver tenuto costantemente una condotta irreprensibile sotto ogni profilo, dimostrato sempre particolari attitudini didattico-educative, conseguiti ottimi risultati nella scuola e dato prova di alto spirito patriottico in ogni circostanza.
Infine, gli insegnanti segnalati dovevano congiungere all'anzianità e bontà del servizio titoli speciali di merito, proporzionati al grado del diploma per il quale erano proposti.
In casi eccezionali potevano essere premiati privati o Enti morali, su segnalazione del Ministero.
La medaglia, non più conferita dalla Repubblica italiana, è stata ufficialmente abolita nel 2011.
Quaranta anni di lodevole servizio
(art. 4)
Con la medaglia d'oro, senza limiti di numero.

## Insegne
Medaglia d'oro, d'argento o di bronzo, del diametro di tre centimetri e mezzo, avente:
sul rectol'effigie del re Vittorio Emanuele III;
sul versole parole «Ai benemeriti della cultura italiana all'estero» entro una corona di quercia.
Le medaglie si potevano portare sul petto, a sinistra, appese a un nastro di colore verde e bianco, orlato di rosso.
I nomi dei premiati andavano pubblicati nel Bollettino ufficiale del Ministero degli affari esteri e in quello del Ministero della pubblica istruzione.